# Arthur Silbergleit
Arthur Silbergleit (ur. 26 maja 1881 w Gliwicach, zm. prawdopodobnie 13 marca 1943 w obozie Auschwitz-Birkenau) – niemiecki poeta, prozaik i redaktor żydowskiego pochodzenia.

## Biografia
Urodził się w Gliwicach w zasymilowanej rodzinie żydowskiej, która w pierwszej połowie XIX wieku przybyła na Śląsk z Litwy. W młodości został ochrzczony w obrządku katolickim i uczęszczał do Królewskiego Gimnazjum Katolickiego (Königlich Katholisches Gymnasium) w Gliwicach. Po jego ukończeniu w 1904 odbywał praktyki zawodowe jako urzędnik bankowy u Georga Heimanna we Wrocławiu. W tym czasie pogłębiły się jego zainteresowania literaturą i metafizyką. Przyjaciel Erwin Magnus wprowadził go w kręgi grupy literackiej Breslauer Dichterschule (Wrocławska Szkoła Poetycka), do której należeli m.in. Walter Meckauer, Hermann Stehr i Max Herrmann-Neisse. W 1907 przeprowadził się do Berlina i rozpoczął pracę jako redaktor popularnego wśród niemieckich Żydów miesięcznika „Ost und West. Illustrierte Monatsschrift für modernes Judentum”, gdzie już od 1901 ukazywały się jego teksty. 
Po wybuchu I wojny światowej zgłosił się na ochotnika jako sanitariusz przy Niemieckim Czerwonym Krzyżu, z którym przebywał najpierw na froncie wschodnim, a następnie we Flandrii. Za swoje zasługi został odznaczony Medalem Czerwonego Krzyża III klasy. Ciężko zraniony spędził pod koniec wojny dziewięć miesięcy w lazarecie koło Salzburga, po czym w 1918 powrócił do Berlina. W tym czasie rozwinęła się trwająca do końca życia bliska przyjaźń Silbergleita z również pochodzącym z Gliwic poetą Paulem Mühsamem (prywatnie kuzynem Ericha Mühsama). Doświadczenie wojenne znalazły swój oddźwięk w tomikach poetyckich Flandern (1916) i Die Balalaika (1920), a także w opowiadaniu Der Fremde (1916, w zbiorze Ein Buch vom Kriege pod redakcją Paula Barscha) oraz zbiorze krótkiej prozy Das Füllhorn Gottes. Pastelle (1919). W swojej twórczości czerpał też często z połączenia motywów chrześcijańskich z tradycją i pobożnością żydowską.
W okresie Republiki Weimarskiej, który pod względem twórczości był w życiu Silbergleita najpłodniejszy, utrzymywał się z początku przede wszystkim z honorariów za teksty (oprócz „Ost und West” współpracował m.in. z „Berliner Tageblatt”, „Vorwärts”, „Jüdisch-liberale Zeitung”, „Zittauer Nachrichten” i „Wiener Morgenzeitung”), a także z pracy w stacji radiowej Funk-Stunde Berlin, aż w 1925 otrzymał posadę na prywatnej berlińskiej uczelni Lessing-Hochschule. W 1919 zaangażował się po stronie zwolenników pozostania Górnego Śląska w granicach Niemiec. Ze swoimi odczytami odwiedził Bytom, Chorzów, Opole, a także Wrocław w ramach wystawy Praca i kultura na Górnym Śląsku (Arbeit und Kultur in Oberschlesien) organizowanej przez Centralną Radę Ludową (Zentral-Volksrat zu Breslau). Za opublikowany w 1919 poemat Die Magd. Eine Legende otrzymał nagrodę honorową miasta Kolonii, a w 1931 został uhonorowany za całokształt twórczości przez Pruską Akademię Sztuk Pięknych.
Po dojściu do Hitlera do władzy był z początku chroniony przed najgorszymi represjami dzięki zawartemu w 1930 małżeństwu z nie-Żydówką, pochodzącą z Gubina pracowniczką handlu Gertrud Michler (1895–1979), a także z uwagi na obowiązującą do 1937 konwencję genewską o Górnym Śląsku, która odnosiła się do wszystkich pochodzących z terenu plebiscytowego. Stracił jednak wszystkie źródła zarobkowania, pogarszał się też jego stan zdrowia. Wsparcie finansowe otrzymywał m.in. od Stefana Zweiga. Podejmowane przez Silbergleita pod koniec lat 30. próby uzyskania azylu w Stanach Zjednoczonych, Francji czy Szwajcarii nie powiodły się z przyczyn zdrowotnych, finansowych, jak też przeszkód biurokratycznych. 3 marca 1943 – w trakcie ostatniej akcji deportacyjnej berlińskich Żydów (Fabrikaktion) – został aresztowany przez Gestapo w swoim mieszkaniu przy Ansbacher Straße i po kilku dniach przetransportowany do obozu zagłady Auschwitz-Birkenau. Zginął prawdopodobnie bezpośrednio po przybyciu transportu 13 marca 1943.

## Upamiętnienie
Postać Silbergleita została upamiętniona przez Horsta Bienka, który fabularyzowaną opowieść o poecie wkomponował w powieści Wrześniowe światło (Septemberlicht, 1977) oraz Czas bez dzwonów (Zeit ohne Glocken, 1979) współtworzące tzw. tetralogię gliwicką.
W 1994 ukazała się publikacja Arthur Silbergleit und Paul Mühsam: Zeugnisse einer Dichterfreundschaft. Ein Zeitbild zawierającą życiorysy i bibliografie obu poetów, wybór z twórczości, a także listy jakie wymieniali i zapisy pamiętnikowe Silbergleita dotyczące przyjaźni z Mühsamem.
W 2021 wyszło w formie elektronicznej zbiorcze wydanie siedmiu głównych dzieł Silbergleita: Bajazzo Herbst, Das Farbenfest, Das Füllhorn Gottes, Der ewige Tag, Der verlorene Sohn, Flandern, Die Magd.

## Dzieła

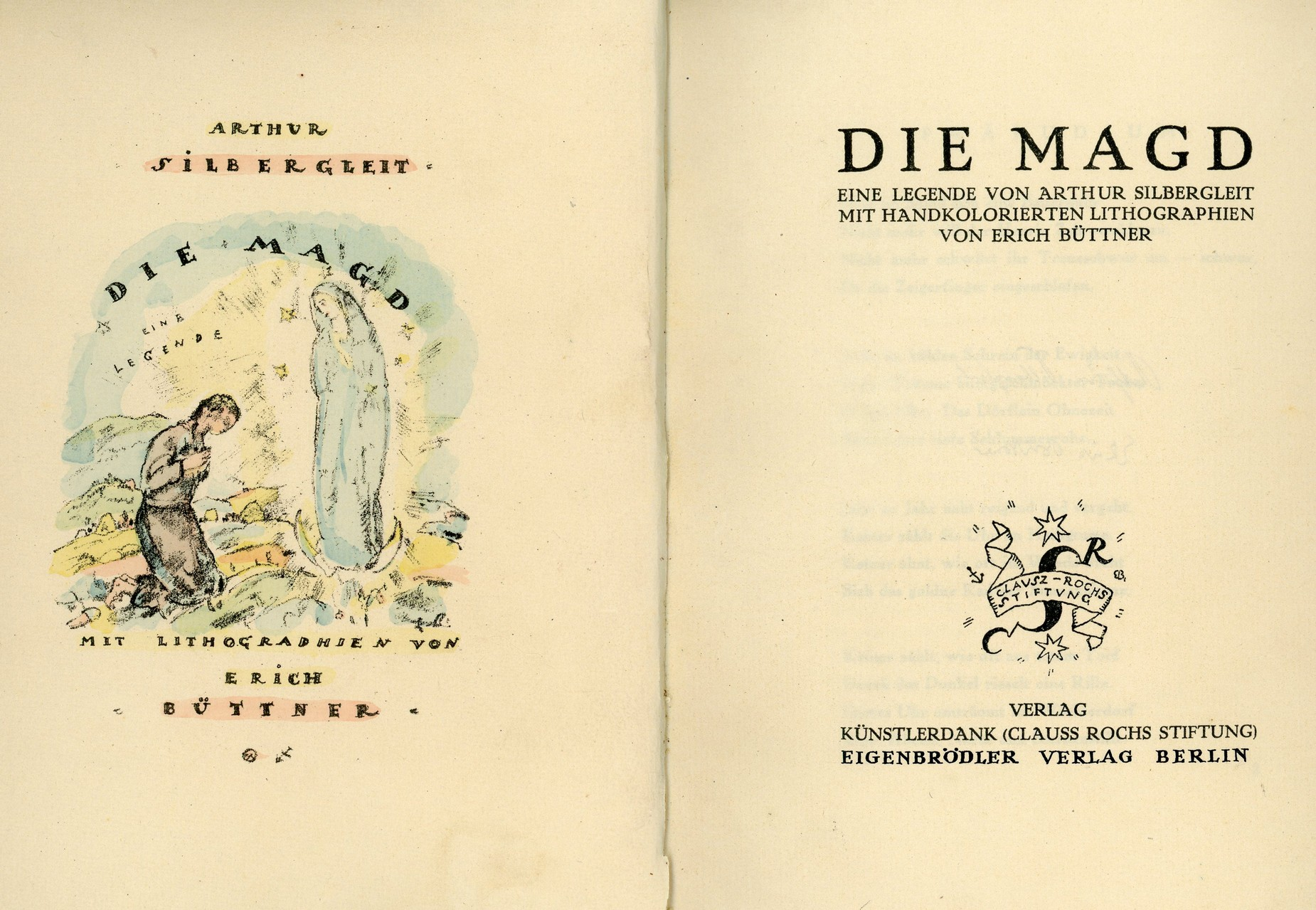
Wydanie Die Magd. Eine Legende z 1919 z litografiami Ericha Büttnera

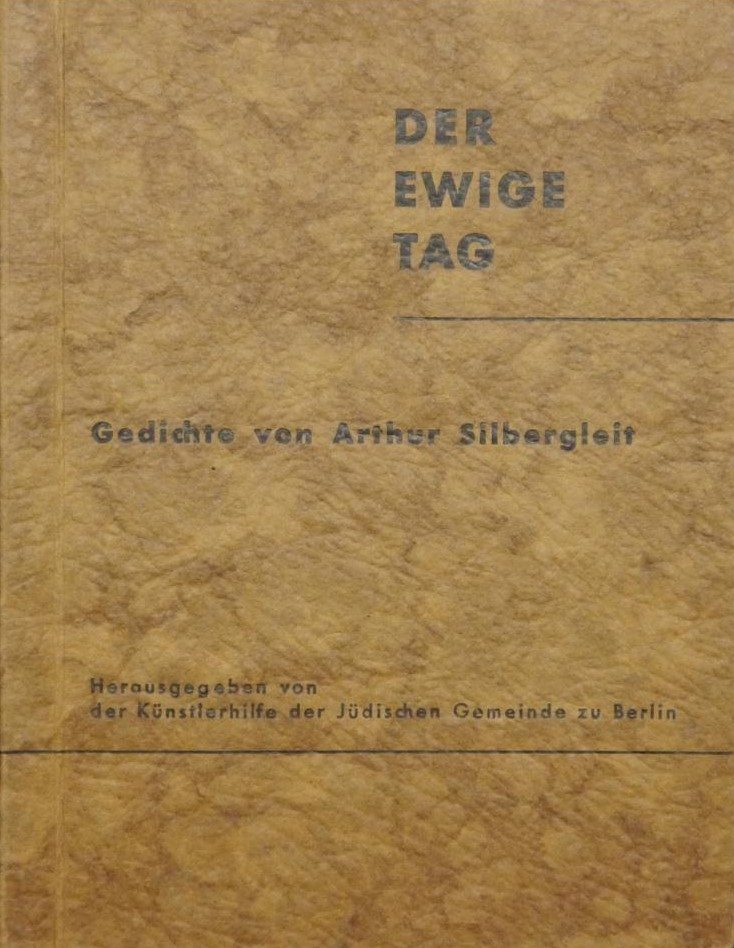
Okładka tomu poetyckiego Der ewige Tag wydanego w 1935

Lista dzieł Arthura Silbergleita, które powstały jako samodzielne publikacje: 
- Flandern. Gedichte (1916)
- Die Magd. Eine Legende (1919)
- Das Füllhorn Gottes. Pastelle (1919)
- Der verlorene Sohn (1920)
- Die Balalaika. Ein Versreigen (1920)
- Alte Stadt (1921)
- Das Farbenfest (1922)
- Bajazzo Herbst. Gedichte (1928)
- Orpheus (1931)
- Der ewige Tag. Gedichte (1935)
- Der Leuchter. Roman eines Glückshelden (niewydrukowany, manuskrypt ukończony w 1936)